# Гоагленд (Індіана)
Гоагленд (англ. Hoagland) — переписна місцевість (CDP) в США, в окрузі Аллен штату Індіана. Населення — 824 особи (2020).

## Географія
Гоагленд розташований за координатами 40°57′7″ пн. ш. 84°59′44″ зх. д. / 40.95194° пн. ш. 84.99556° зх. д. (40.951963, -84.995472).  За даними Бюро перепису населення США в 2010 році переписна місцевість мала площу 8,80 км², уся площа — суходіл.

## Демографія
Згідно з переписом 2010 року, у переписній місцевості мешкала 821 особа в 321 домогосподарстві у складі 237 родин. Густота населення становила 93 особи/км².  Було 335 помешкань (38/км²).
Расовий склад населення:
| - 97,7 % — білих - 0,6 % — корінних американців - 0,1 % — вихідців з тихоокеанських островів - 0,1 % — чорних або афроамериканців |

До двох чи більше рас належало 1,2 %. Частка іспаномовних становила 0,6 % від усіх жителів.
За віковим діапазоном населення розподілялося таким чином: 25,3 % — особи молодші 18 років, 60,8 % — особи у віці 18—64 років, 13,9 % — особи у віці 65 років та старші. Медіана віку мешканця становила 39,3 року. На 100 осіб жіночої статі у переписній місцевості припадало 96,9 чоловіків;  на 100 жінок у віці від 18 років та старших — 92,8 чоловіків також старших 18 років.
Середній дохід на одне домашнє господарство  становив 84 849 доларів США (медіана — 42 500), а середній дохід на одну сім'ю — 111 500 доларів (медіана — 70 694). За межею бідності перебувало 6,8 % осіб, у тому числі 8,8 % дітей у віці до 18 років та 0,0 % осіб у віці 65 років та старших.
Цивільне працевлаштоване населення становило 423 особи. Основні галузі зайнятості: освіта, охорона здоров'я та соціальна допомога — 27,7 %, виробництво — 18,0 %, науковці, спеціалісти, менеджери — 12,8 %, роздрібна торгівля — 10,4 %.